# Tour d'Istrie
Le Tour d'Istrie  (ou Kroz Istru)  est une course cycliste croate, organisée entre 2003 et 2014. Durant son existence, elle se déroule au mois d'avril et met aux prises uniquement des coureurs juniors (17/18 ans). La course fait partie de l'UCI Coupe des Nations Juniors entre 2008 et 2014. Le Tour d'Istrie est organisé par le BK Loborika Favorit, club cycliste de Loborika.

## Palmarès
| Année | Vainqueur              | Deuxième             | Troisième          |
| ----- | ---------------------- | -------------------- | ------------------ |
| 2003  | Grega Bole             | Simon Špilak         | Viktor Tonev       |
| 2004  | Petr Novotný           | Marcel Wyss          | Herberts Pudans    |
| 2005  | Gatis Smukulis         | Rein Taaramäe        | Kristijan Đurasek  |
| 2006  | Blaž Jarc              | Pim Ligthart         | Massimo Graziato   |
| 2007  | Yannick Eijssen        | Stijn Steels         | Tomas Alberio      |
| 2008  | Peter Sagan            | Fabio Felline        | Johan Le Bon       |
| 2009  | Zico Waeytens          | Tim Wellens          | Arnaud Démare      |
| 2010  | Annulé                 | Annulé               | Annulé             |
| 2011  | Alexey Rybalkin        | Matej Mohorič        | Magnus Cort        |
| 2012  | Mads Pedersen          | Søren Kragh Andersen | Federico Zurlo     |
| 2013  | Tao Geoghegan Hart     | David Per            | Dmitri Strakhov    |
| 2014  | Aurélien Paret-Peintre | Lennard Kämna        | Pierre Idjouadiene |